# Paul Danhauser
Paul Danhauser (* 2. August 1892 in Regensburg; † 11. Dezember 1974 in Landshut) war ein deutscher Generalleutnant, Ritterkreuzträger und Divisionskommandeur.
Während des Zweiten Weltkrieges war Danhauser Kommandeur der 271. Infanterie-Division und später auch Kommandeur des Wehrkreises XII in Wiesbaden.